# Paraliochthonius barrancoi
Espèce
Synonymes
- Stygiochthonius barrancoi Carabajal Márquez, Garcia Carrillo & Rodríguez Fernández, 2001

Paraliochthonius barrancoi est une espèce de pseudoscorpions de la famille des Chthoniidae.

## Distribution
Cette espèce est endémique d'Andalousie en Espagne. Elle se rencontre dans la grotte Cueva del Llano de La Montes à Enix.

## Description
La femelle holotype mesure 3,16 mm et le mâle paratype 2,17 mm.

## Étymologie
Cette espèce est nommée en l'honneur de Pablo Barranco Vega.

## Publication originale
- Carabajal Márquez, García Carrillo & Rodríguez Fernández, 2001 : Description of four new cave-dwelling pseudoscorpions from Andalucia, Spain (Arachnida, Pseudoscorpionida, Chthoniidae). Zoologica Baetica, vol. 12, p. 169-184 (texte intégral).